# Indiana
Indiana là một tiểu bang ở miền Trung Tây Hoa Kỳ.

## Địa lý

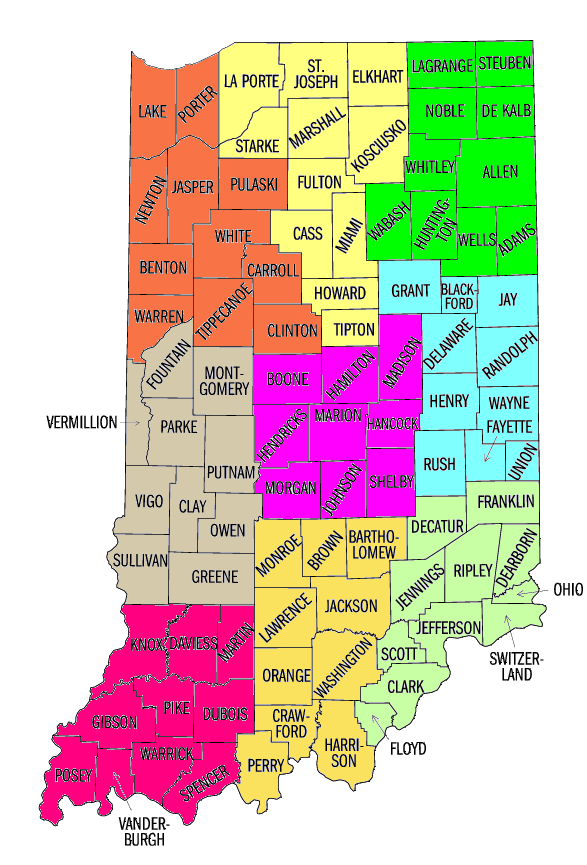
Bản đồ các quận Indiana được tô đậm theo miền

Indiana giáp với hồ Michigan và tiểu bang Michigan về phía bắc, với Ohio về phía đông, với Kentucky về phía nam theo đường chảy của sông Ohio, và với Illinois về phía tây. Indiana thuộc về vùng Ngũ Đại Hồ.
Sông Wabash, một nhánh của sông Ohio dài 764 kilômét (475 dặm), cắt đôi tiểu bang từ phía đông bắc tới phía tây nam, và nó đã dẫn đến hai bản nhạc tiêu biểu cho Indiana, tiểu bang ca On the Banks of the Wabash ("Trên bờ sông Wabash") và The Wabash Cannonball ("Đạn trọng pháo Wabash"). Sông Trắng (White River), một nhánh của sông Wabash, chảy theo đường ngoằn ngoèo qua miền trung Indiana. Indianapolis và Muncie là hai thành phố lớn nằm trên sông này. Evansville, thành phố lớn thứ ba của Indiana, nằm trên sông Ohio.
Phần nhiều của miền bắc Indiana là đất chăn nuôi; tuy nhiên, góc tây bắc của tiểu bang thuộc về khu vực đô thị lớn của Chicago nên nó đông người hơn. Gary, một thành phố trên bờ hồ Michigan, thực sự là một ngoại ô của Chicago, tuy nó thuộc về Indiana.

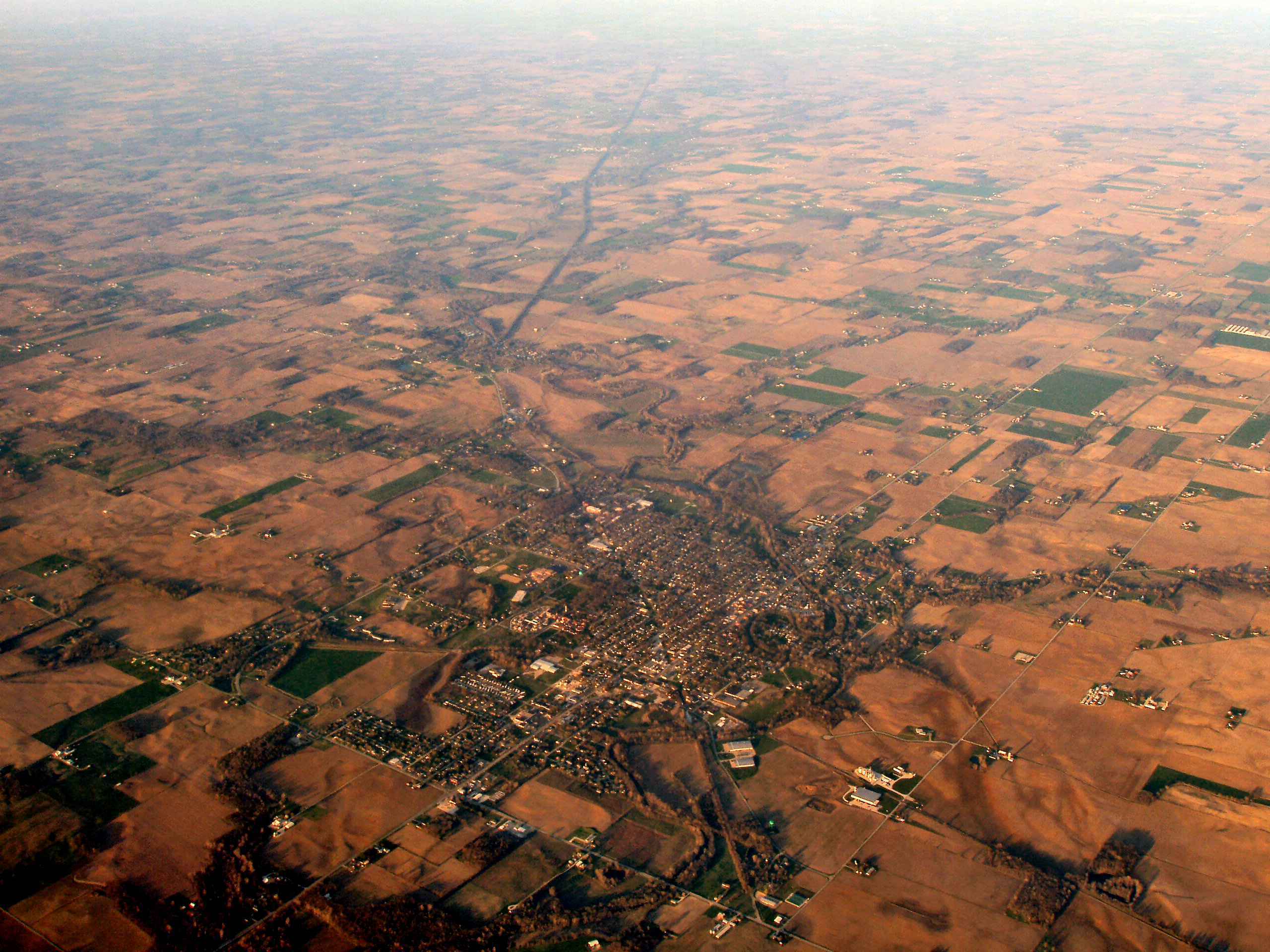
Phần lớn của miền bắc Indiana là đất chăn nuôi bằng phẳng, có vài thị trấn nhỏ, ví dụ Bắc Manchester.

Các thành phố South Bend, Mishawaka, Elkhart, và Goshen đã mở mang thành một khu vực đô thị trải qua hai quận trong vòng 20 năm nay. Sông Kankakee uốn qua miền bắc Indiana và đại khái là đường biên giới giữa vùng nông thôn và vùng ngoại ô của miền tây bắc Indiana.
Miền nam Indiana pha trộn đất chăn nuôi và rừng. Rừng Quốc gia Hoosier là khu vực cấm săn trải qua 80.900 hecta (200.000 mẫu Anh) gần Bedford. Nói chung, miền nam Indiana có nhiều đồi và biến đổi địa mạo hơn miền bắc.
Các vùng dưới quyền sở hữu và bảo vệ của Dịch vụ Vườn Quốc gia (NPS) bao gồm:
- Công viên lịch sử Quốc gia George Rogers Clark tại Vincennes
- Bờ hồ Quốc gia Indiana Dunes gần Porter
- Khu kỷ niệm Quốc gia Thời trẻ Lincoln (Lincoln Boyhood National Memorial) tại Thành phố Lincoln

### Các thành phố quan trọng
Thủ phủ:
- Indianapolis

Các thành phố ở trung tâm của khu vực đô thị:
- Anderson
- Bloomington, vị trí chính của Đại học Indiana
- Columbus
- Elkhart và Goshen
- Evansville, vào miền tây nam trên sông Ohio, vị trí của Đại học Evansville và Đại học Nam Indiana
- Fort Wayne, vào miền đông bắc
- Gary, vào miền tây bắc
- Indianapolis, thủ phủ gần trung tâm địa lý của tiểu bang
- Kokomo
- Lafayette (West Lafayette), vị trí của Đại học Purdue
- Thành phố Michigan và La Porte
- Muncie, vị trí của Đại học Ball State
- South Bend, vị trí của Đại học Notre Dame, và Mishawaka
- Terre Haute, vị trí của Đại học Tiểu bang Indiana và Học viện Kỹ thuật Rose-Hulman

Các thành phố ở trung tâm của khu vực tiểu đô thị (micropolitan area):
| - Angola - Auburn, vị trí của Bảo tàng Auburn Cord Duesenberg - Bedford - Connersville - Crawfordsville - Decatur - Frankfort - Greensburg - Huntington, vị trí của Đại học Huntington - Jasper - Kendallville - Logansport - Madison | - Marion, nơi sinh của diễn viên James Dean và người biếm họa Jim Davis - New Castle - Bắc Vernon - Peru - Plymouth - Richmond - Scottsburg - Seymour - Vincennes - Wabash - Warsaw - Washington |

### Múi giờ
Trước năm 2006, phần lớn của Indiana chưa áp dụng quy ước giờ mùa hè (DST). Tuy nhiên, một số quận ở tiểu bang này, nhất là Floyd, Clark, và Harrison gần Louisville, Kentucky, và hai quận Ohio và Dearborn gần Cincinnati, vẫn áp dụng quy ước giờ mùa hè không chính thức và bất hợp pháp theo tục lệ địa phương.
Ngoài ra, các quận Lake, Porter, LaPorte, Newton, và Jasper ở miền tây bắc và các quận Gibson, Posey, Vanderburgh, Warrick, và Spencer ở miền tây nam thuộc về giờ Trung Mỹ nên họ áp dụng quy ước giờ mùa hè.
Vì những người ở tiểu bang khác bị lẫn lộn hễ khi thăm Indiana, chính phủ tiểu bang thông qua một đạo luật  vào năm 2005, bắt đầu áp dụng quy ước giờ mùa hè ở cả tiểu bang, bắt đầu từ tháng 4 năm 2006.
Vào ngày 2 tháng 4 năm 2006, Bộ Vận tải Hoa Kỳ bắt đầu áp dụng giờ Trung Mỹ ở các quận Starke, Pulaski, Knox, Daviess, Martin, Pike, Dubois, và Perry, nhưng các quận Martin, Dubois, Daviess, và Knox đã biểu quyết áp dụng giờ Đông Mỹ không chính thức và yêu cầu trở lại múi giờ đó chính thức, trong khi những người ở Quận Pulaski vẫn sử dụng giờ Đông Mỹ không chính thức, họ gọi giờ đó là "giờ thương mại".  Lưu trữ ngày 26 tháng 3 năm 2006 tại Wayback Machine Lưu trữ ngày 31 tháng 8 năm 2007 tại Wayback Machine Lưu trữ ngày 13 tháng 6 năm 2006 tại Wayback Machine

## Lịch sử
Vùng Indiana đã được người đến ở mãi trước thời Văn hóa Hopewell (vào khoảng 100–400 CN). Nó là một phần của văn hóa Mississippi từ khoảng năm 1000 đến kết thúc truyền thống của văn hóa Mississippi, khi gặp người Âu Châu. Các nhóm thổ dân chính ở vùng này vào lúc đó là Miami và Shawnee. Đất này bị Pháp đòi quyền cho Tân Pháp vào thế kỷ 17, được sang tay Vương quốc Anh là một phần của hiệp ước vào cuối Chiến tranh Pháp và người Da đỏ, và được sang tay Hoa Kỳ sau Cách mạng Mỹ. Gần sau đó, nó được trở thành một phần của Lãnh thổ Tây Bắc, sau đó được chia thành Lãnh thổ Indiana và gia nhập Liên bang vào năm 1816 là tiểu bang thứ 19.